# Damnations Day
Damnations Day ist eine australische Power- und Progressive-Metal-Band aus Geelong, die 2005 gegründet wurde.

## Geschichte
Die Band wurde im Jahr 2005 von Mark Kennedy (E-Gitarre, Gesang) gegründet. Nach einem Demo im Jahr 2009 ging es 2011 als Trio, bestehend aus Mark Kennedy, seinem Bruder Dean am Schlagzeug und dem Bassisten Luke Vinken, auf Tour durch Neuseeland. Nachdem der Gitarrist Jon King zur Gruppe gekommen war, begannen die Arbeiten zum Debütalbum mit Dean Wells von Teramaze als Produzenten. Das Album erschien 2013 über Nightmare Records unter dem Namen Invisible, the Dead. Nach der Veröffentlichung trat die Gruppe zusammen mit Nightwish, Sybreed, Psycroptic, Black Majesty, Widow, Teramaze, Pegazus, Vanishing Point, King Parrot, Soilwork, Battle Beast, Salamandra, Circle II Circle und Helloween auf. Außerdem war die Gruppe auf dem Steel Assassins und dem Stormrider Festival vertreten. Im September 2014 ging es zusammen mit Accept auf Tour durch Skandinavien, wobei die Gruppe an insgesamt 28 Konzerten teilnahm. Nachdem die Band an neuen Songs geschrieben hatte, erschien 2017 das zweite Album A World Awakens bei Sensory Records. Für die Produktion zeichnete erneut Wells verantwortlich, wobei er diesmal auch den Bass einspielte.

## Stil
Michael Stalling von Metal.de schrieb in seiner Rezension zu Invisible, the Dead, dass sich der Stil nicht recht einordnen lässt, jedoch könne man die Musik als progressiven Power Metal im Stil von Evergrey oder Symphony X mit Thrash-Metal-Einflüssen bezeichnen. Die Gruppe setze sowohl auf harte als auch auf weiche Passagen und rufe auch gelegentlich Erinnerungen an Masterplan wach. Der Gesang weise Parallelen zu dem von Tim Owens auf, während der Einsatz von Doublebass für das Schlagzeug charakteristisch sei. Die Gruppe schaffe es jedoch nicht, das Niveau der genannten Vergleichs-Bands zu erreichen. Mike Borrink vom Rock Hard stellte fest, dass man bei A World Awakens weiterhin progressiven Power Metal im Stil von Evergrey, Kamelot, Symphony X und Teramaze erwarten kann. Besonders charakteristisch seien in den Songs die bombastischen Refrains und die Riffs, die gelegentlich in Thrash-Metal-Bereiche vordringen würden.

## Diskografie
- 2009: Damnations Day / Demo (Demo, Eigenveröffentlichung)
- 2013: Invisible, the Dead (Album, Nightmare Records)
- 2017: A World Awakens (Album, Sensory Records)